# Steroma zibia
Steroma zibia är en fjärilsart som beskrevs av Butler 1870. Steroma zibia ingår i släktet Steroma och familjen praktfjärilar. Inga underarter finns listade i Catalogue of Life.